# Coupe de Luxembourg 1927-1928
La Coppa di Lussemburgo 1927-1928 è stata la 7ª edizione della coppa nazionale lussemburghese disputata tra il 6 novembre 1927 e il 17 maggio 1928 e conclusa con la vittoria della Spora Luxemburg, al suo primo titolo.

## Formula
Eliminazione diretta in gara unica.

## Ottavi di finale
| Squadra 1             | Risultato | Squadra 2          |
| --------------------- | --------- | ------------------ |
| 6 novembre 1927       |           |                    |
| Mansfeldia Clausen    | 1 − 8     | Progrès Grund      |
| Red Black Pfaffenthal | 0 − 3     | Progrès Niedercorn |
| Red Boys Differdange  | 3 − 0     | Differdange        |
| Pétange               | 1 − 5     | Fola Esch          |
| Stade Dudelange       | 8 − 2     | Swift Hesperange   |
| Aris Bonnevoie        | 0 − 1     | Spora Luxembourg   |

## Quarti di finale
| Squadra 1                        | Risultato     | Squadra 2          |
| -------------------------------- | ------------- | ------------------ |
| 4 dicembre 1927 e 1 gennaio 1928 |               |                    |
| Fola Esch                        | 0 − 3         | Stade Dudelange    |
| Union Luxembourg                 | 4 − 0         | Progrès Niedercorn |
| Jeunesse Esch                    | 1 - 1 / 1 - 3 | Spora Luxembourg   |
| Red Boys Differdange             | 0 − 0 / 3 - 1 | Progrès Niedercorn |

## Semifinali
| Squadra 1        | Risultato | Squadra 2            |
| ---------------- | --------- | -------------------- |
| 8 gennaio 1928   |           |                      |
| Spora Luxembourg | 12 − 0    | Union Luxembourg     |
| Stade Dudelange  | 1 − 0     | Red Boys Differdange |

## Finale
| Lussemburgo 18 marzo 1928               | Spora Luxembourg | 2 – 2 (d.t.s.) | Stade Dudelange | Stadio Josy Barthel |
| \| \| \| \| \| ?’ \| Marcatori \| ?’ \| |                  |                |                 |                     |
|                                         |                  |                |                 |                     |
| ?’                                      | Marcatori        | ?’             |                 |                     |

## Finale (Ripetizione)
| Lussemburgo 29 aprile 1928              | Spora Luxembourg | 3 – 3 (d.t.s.) | Stade Dudelange | Stadio Josy Barthel |
| \| \| \| \| \| ?’ \| Marcatori \| ?’ \| |                  |                |                 |                     |
|                                         |                  |                |                 |                     |
| ?’                                      | Marcatori        | ?’             |                 |                     |

## Finale (2a Ripetizione)
| Lussemburgo 17 maggio 1928              | Spora Luxembourg | 5 – 2 | Stade Dudelange | Stadio Josy Barthel |
| \| \| \| \| \| ?’ \| Marcatori \| ?’ \| |                  |       |                 |                     |
|                                         |                  |       |                 |                     |
| ?’                                      | Marcatori        | ?’    |                 |                     |